# Herman Gorter
Herman Gorter, né le 26 novembre 1864 à Wormerveer et mort le 15 septembre 1927 à Bruxelles, est un poète et militant communiste néerlandais. Il joua un rôle important dans les premières années du mouvement communiste aux Pays-Bas et en Allemagne, s'illustrant ensuite dans la mouvance des conseils ouvriers et du communisme de conseils, opposée aux conceptions léninistes.

## Activités littéraires
Il participe au mouvement de la renaissance néerlandaise des années 1880. Il publie en 1889 un poème de 4000 vers, Mai. Ses écrits sont loués par la revue De Nieuwe Gids.
Quand Gorter se mit à lire « Mai » en public après en avoir terminé la composition, ses auditeurs furent frappés par le style très osé pour l’époque. C’était en 1889, le poète avait vingt-cinq ans et il fut accueilli à bras ouverts par les chefs de file du « Mouvement de quatre-vingts », par l’avant-garde artistique et littéraire de son temps. Des poètes et des écrivains dont la réputation était déjà bien établie, Willem Kloos, Albert Verwey et Frederik van Eeden le reçurent chez eux pour des lectures privées. Le peintre Van Looy organisa des réunions dans son atelier, où pendant trois soirées l’on écouta le jeune homme lire son œuvre. Plus tard le peintre écrivit : « Ce qui m’a le plus frappé, c’est que le poète de Mai lisait ses vers limpides presque comme si c’était de la prose. »
Dans l’année qui suivit la publication de « Mai », en 1890, Gorter publia un recueil intitulé simplement « Vers ». (Entre-temps il s’était marié et il était devenu professeur de latin-grec dans un lycée.) Dans « Vers » il  explore plus avant la voie du sensitivisme inaugurée dans sa première œuvre. Dans ces courts poèmes Gorter essaie de décrire de manière très simple les sensations les plus intimes qu’un être humain puisse ressentir ou percevoir avec ses sens. Renonçant aux métaphores et même à toute figure de style, il veut exprimer le plus directement possible les nuances les plus subtiles de ses sentiments. Il essaie même de dire comment il est parfois impossible de formuler exactement ce que l’on ressent. Comme exemple de cette phase sensitiviste, voici un poème sans titre tiré de « Vers », qui est devenu le poème d’amour le plus connu de toute la littérature néerlandaise :
Tu vois je t’aime,
je te trouve si gentille et si claire —
tes yeux sont pleins de lumière,
je t’aime, je t’aime.
Et ton nez et ta bouche et tes cheveux
et tes yeux et ton cou là où
se trouve ta collerette et ton oreille
avec tes cheveux devant.
Tu vois je voudrais être
toi, mais ça ne va pas,
la lumière t’entoure, tu es
quand même toujours ce que tu es.
Oh oui, je t’aime,
je t’aime terriblement,
je voulais le dire complètement —
mais je ne peux pas le dire quand même.

## Activités politiques
Il milite à l'aile gauche de la Deuxième Internationale. En 1914, opposant résolu à la guerre mondiale, il est expulsé de Hollande et part vivre et militer en Allemagne, où il est proche du spartakisme, adhère au Parti communiste d'Allemagne (KPD), puis, à sa scission, au KAPD (Parti communiste ouvrier d'Allemagne). 
Gorter est aujourd'hui une référence du communisme de conseils. 

### Opposition au léninisme
Prophétique quant à l'évolution de l'Internationale communiste, il écrit notamment dans son texte « Lettre ouverte au camarade Lénine », en 1920 :
- « L'opportunisme n'a pas été tué ; pas même chez nous. C'est ce que nous constatons déjà dans tous les partis communistes, dans tous les pays. »
- « L'usage s'établira à nouveau de mauvais compromis parlementaires avec les social-patriotes et les bourgeois. »
- « La liberté de parole sera supprimée et de bons communistes seront exclus. »

Ces prédictions seront en effet largement vérifiées.

Anticipant l'éventualité de l'exclusion de l'aile gauche dont il fait partie, et le triomphe de la droite opportuniste, il écrit : 

« Lorsque l'opportunisme s'introduit de nouveau avec ses suites désastreuses pour la conscience et la force du prolétariat, c'est là un danger mille fois pire que lorsque la gauche se montre trop radicale. La gauche, même quand elle va trop loin pour une fois, reste toujours révolutionnaire. »

Ou encore : 

« La droite opportuniste est vouée à devenir de plus en plus opportuniste, à s'enfoncer de plus en plus dans le marais, et à causer toujours davantage la perte des ouvriers. L'opportunisme est la perte du mouvement ouvrier, la mort de la révolution. C'est à cause de l'opportunisme qu'est survenu tout le mal : le réformisme, la guerre, la défaite et la mort de la révolution en Hongrie et en Allemagne. L'opportunisme est la cause de notre anéantissement. Et il est présent dans la troisième Internationale… »

Cette vision, qui semble très pessimiste en 1921, prend tout son sens au regard de l'émergence du stalinisme, qui commença son histoire sanglante peu après.
Enfin, face à la résolution prise par le IIe congrès de l'Internationale, qui exige « une discipline de fer confinant à la discipline militaire », Gorter rejette « la discipline de fer, l'obéissance militaire, la servitude de cadavre dont nous ne voulons pas ».
Par rapport au syndicalisme, il précise : « Comme la "gauche" veut en premier lieu la libération des esprits, et qu'elle croit à l'unité des bourgeois, elle reconnait que les syndicats doivent être détruits et que le prolétariat a besoin de meilleures armes. »
En 1921, il est parmi les fondateurs du Parti communiste ouvrier d'Allemagne : KAPD, puis il rejoint sa Fraction d'Essen et devient un des leaders de l'Internationale Communiste ouvrière (KAI). Sa réponse à Lénine sera publiée en France en 1930 par les Groupes ouvriers communistes. Le KAPD sera exclu peu après de l'Internationale.
Herman Gorter critiquait Lénine sur l'aspect stratégique révolutionnaire consistant en ceci : croire que le modèle d'un parti bolchevique et léniniste effectué à l'Est de l'Europe pouvait s'exporter dans des pays d'Europe de l'Ouest (qui ont un capitalisme bien plus développé que n'était la Russie tsariste) :

« Vous ne devez pas faire cela, camarade. En Europe occidentale nous sommes encore dans le stade de préparation. On devrait plutôt soutenir les lutteurs que les dominateurs. [...] Votre tactique fut certainement remarquable en ce qui concerne la Russie, et c'est par elle que les Russes ont obtenu la victoire. Mais est-ce que cela prouve quelque chose pour l'Europe de l'ouest ? Rien, ou très peu de choses, à mon avis. Nous sommes d'accord en ce qui concerne les soviets, la dictature du prolétariat, comme moyens pour la révolution et l'édification. De même, votre tactique vis-à-vis de l'étranger a été - du moins jusqu'à présent - un exemple pour nous. Mais il en est autrement de votre tactique pour les pays ouest-européens. Et cela est tout naturel. Comment la tactique en Europe orientale et en Occident pourrait-elle être la même ? La Russie est un pays pourvu d'une agriculture tout à fait prépondérante, d'un capitalisme industriel qui n'est qu'en partie hautement développé et reste très petit relativement à l'ensemble. Encore était-il nourri en grande partie par le capital étranger. En Europe de l'ouest, surtout, en Allemagne et en Angleterre, c'est précisément le contraire. Chez vous : vieilles formes du capital subsistant sur la base du capital usurier. Chez nous : prépondérance presque exclusive du capital financier hautement développé. Chez vous : résidus formidables des temps féodaux et pré-féodaux, vestiges même de l'époque des tribus et de la barbarie. Chez nous, surtout en Angleterre et en Allemagne : un ensemble, agriculture, commerce, transports, industrie, dirigé par le capitalisme le plus avancé. Chez vous : restes énormes du servage, paysans pauvres, classe rurale moyenne paupérisée. Chez nous : relations des paysans pauvres eux-mêmes avec la production moderne, transport, technique et échanges ; classes moyennes de la ville et de la campagne, - même les plus basses couches. - en contact direct avec les grands capitalistes. Vous avez encore des classes avec lesquelles le prolétariat montant peut se lier. L'existence seule de ces classes est déjà une aide. Et naturellement la même chose est vraie sur le terrain des partis politiques. Chez nous, rien de tout cela. »

À la fin de sa « Lettre ouverte au camarade Lénine », Herman Gorter résume en 7 principaux points ses différences avec la stratégie de Lénine :
« 
Pour finir, afin de mettre mes appréciation sous une forme aussi brève et ramassée que possible - devant les yeux des ouvriers, qui ont à acquérir une conception claire de la tactique, je les résumerai en quelques thèses.
1. La tactique de la révolution occidentale doit être toute autre que celle de la révolution russe;
2. Car le prolétariat est ici tout seul;
3. Le prolétariat doit donc ici faire seul la révolution contre toutes les classes;
4. L'importance des masses prolétariennes est donc relativement plus grande, celle des chefs plus petite qu'en Russie;
5. Et le prolétariat doit avoir ici les toutes meilleures armes pour la révolution;
6. Comme les syndicats sont des armes défectueuses, il faut les supprimer ou les transformer radicalement, et mettre à la place des organisations d'entreprise, réunies dans une organisation générale;
7. Comme le prolétariat doit faire seul la révolution, et ne dispose d'aucune aide, il doit s'élever très haut en conscience et en courage. Et il est préférable de laisser de côté le parlementarisme dans la révolution.

 »
La pensée politique de Herman Gorter est ainsi proche de celle du conseilliste Anton Pannekoek, autre figure importante de la gauche communiste germano-hollandaise.

## Œuvres
- « L'internationale Ouvrière Communiste (1923) », Invariance, 2e série, vol. VII, no 5,‎ 1974, p. 33-56
- Réponse à Lénine : Lettre ouverte au camarade Lénine (1920), Spartacus, 1979, 112 p.